# Ancelle di Santa Margherita Maria e dei poveri
Le ancelle di Santa Margherita Maria e dei poveri  (in spagnolo Siervas de Santa Margarita María y de los Pobres) sono un istituto religioso femminile di diritto pontificio: le suore di questa congregazione pospongono al loro nome la sigla S.S.M.M.P.

## Storia
La congregazione venne fondata a Guadalajara il 13 ottobre 1901 da María Guadalupe García Zavala (1878-1963) con l'aiuto del suo direttore spirituale Cipriano Iñiguez Martín del Campo per l'assistenza ospedaliera ai poveri della città: venne eretta in istituto di diritto diocesano con decreto del vescovo Francisco Orozco y Jiménez del 24 maggio 1935.
La fondatrice è stata beatificata da papa Giovanni Paolo II nel 2004.

## Attività e diffusione
Le ancelle di Santa Margherita Maria si dedicano al servizio dei poveri e all'assistenza sanitaria ai più bisognosi.
Oltre che in Messico, sono presenti in Grecia, Islanda, Italia e Perù: la sede generalizia è a Guadalajara.
Al 31 dicembre 2005 l'istituto contava 147 religiose in 24 case.